# ميروسلاف غريغوروف
ميروسلاف غريغوروف (بالبلغارية: Мирослав Григоров)‏ هو لاعب كرة قدم بلغاري في مركز حراسة المرمى، ولد في 16 يناير 1982 في رازغراد في بلغاريا. لعب مع لودوغورتس رازغراد ونادي شومن للمحترفين 2010 ونادي فيريا.

## وصلات خارجية
- ميروسلاف غريغوروف على موقع قاعدة بيانات كرة القدم.إي يو (الإنجليزية)
- ميروسلاف غريغوروف على موقع Soccerway.com (الإنجليزية)